# Théodore-Joseph Boudet de Puymaigre
Théodore-Joseph Boudet de Puymaigre   (Metz, 1816 - París, 1901) fou un folklorista i historiador de la literatura francès.

## Biografia
Fill d'un cavaller honorari de la cort de Carles X de França, el comte Jean François Alexandre Boudet de Puymaigre (1778-1843), Théodore-Joseph Boudet va néixer a Metz, el 17 de maig de 1816. El jove Théodore es preparava per a una carrera militar, però la Revolució de 1830 va obligar la seva família a viatjar a l'estranger. Tornant d'Itàlia, la seva família es va establir el 1832 a Guinglange. Es casà amb Marie-Caroline Pyrot de Crépy.
Després de convertir-se en editor de la Gazette de Metz et de la Lorraine, Théodore-Joseph Boudet va publicar nombrosos articles en aquesta revista i també a L'Austrasie. Alguns dels articles sobre la literatura italiana i castellana els va publicar sota el pseudòniom «baron de Blumgarten». Com Ernest Auricoste de Lazarque, posteriorment es va interessar per la cultura popular regional i es va centrar en particular en la poesia popular mosel·lana. També s'interessà en especial per la literatura castellana medieval. També traduí alguns poemes de Joaquim Rubió i Ors.
Després del Tractat de Frankfurt, que annexionava part de Lorena a Alemanya, Théodore-Joseph Boudet de Puymaigre va optar per la nacionalitat francesa i va emigrar a París. El comte de Puymaigre va morir a París el 30 de maig de 1901, però va ser enterrat a Mosel·la. És el pare del tinent-coronel Henri François Joseph Boudet de Puymaigre (1858-1940).

## Obres
Algunes de les obres de ficció i de divulgació cultural i crítica literària que va publicar Théodore-Joseph Boudet de Puymaigre inclou:
- Il Bugiale (1837).
- Jeanne D'Arc (1843).
- Poètes et romanciers de la Lorraine (1848)
- Les prophéties de Virgile (1849).
- De la souveraineté héréditaire et de la souveraineté nationale (1852).
- Les cœurs sensibles (1854).
- Les vieux auteurs castillans (1862).
- Chants populaires recueillis dans le pays messin (1865).
- Heures perdues (1866).
- La cour littéraire de Juan II roi de Castille (1873).
- Petit romancero (vieux chants espagnols) (1878).
- Romanceiro (vieux chants portugais) (1881).
- Folk-lore (1885).
- Souvenirs sur l'émigration, l'Empire et la restauration, par le comte Alexandre de Puymaigre publiés par son fils (1884).
- Notices généalogiques sur la famille Boudet de Puymaigre (1887).
- Vieilles nouvelles (1887).
- Jeanne D'Arc au théâtre (1890).